# Nakano Shigeharu

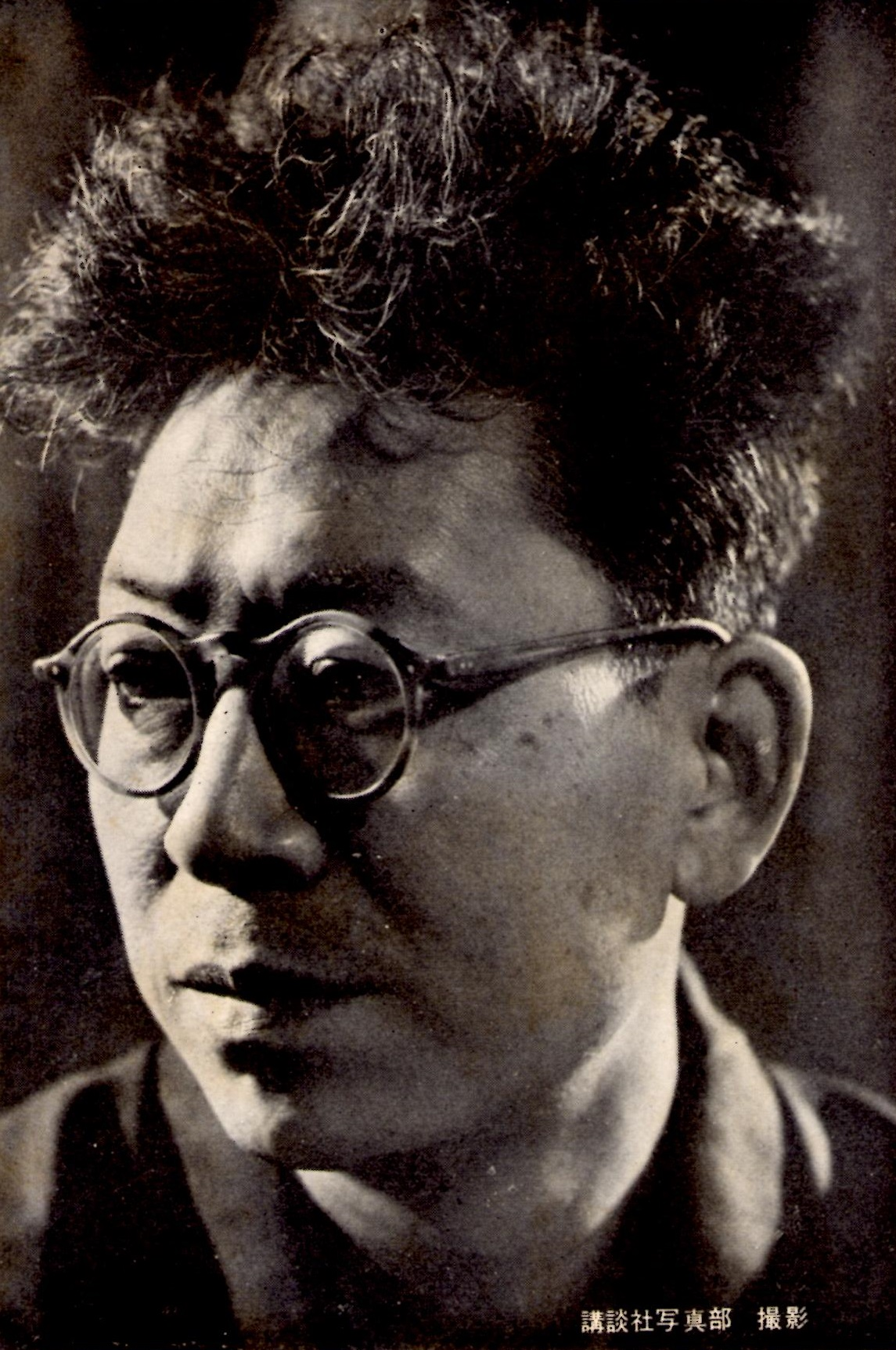
Nakano Shigeharu

Nakano Shigeharu (japanisch 中野 重治; * 25. Januar 1902 in Takaboku (heute: Sakai) in der Präfektur Fukui; † 24. August 1979) war ein japanischer kommunistischer Schriftsteller.

## Leben
Shigeharu Nakano wurde als zweiter Sohn von Tōsaku und Tora Nakano in Takaboku (heute: Sakai) geboren. Sein Vater Tōsaku arbeitete als Beamter im Finanzministerium. Shigerharu hatte zudem drei jüngere Schwestern. Nakano lernte während seiner Oberschulzeit Kubokawa Tsurujirō kennen, mit dem er Tanka-Lyrik zu schreiben begann. Er studierte an der Universität Tokio deutsche Literatur.
Später beschäftigte er sich mit dem Marxismus, gründete mit Kubokawa und Hori Tatsuo die literarische Zeitschrift Roba und schloss sich der Bewegung der proletarischen Literatur an. 1931 trat er in die Kommunistische Partei Japans ein. 1932 kam er deswegen in Haft. Nach zwei Jahren Haftzeit sagte er sich 1934 von der Partei los, der er sofort nach Ende des Zweiten Weltkrieges wieder beitrat. Von 1947 bis 1950 war er kommunistischer Abgeordneter im Sangiin, dem neu geschaffenen, gewählten Oberhaus des nationalen Parlaments, für den landesweiten Wahlkreis. 1958 wurde er Mitglied des Zentralkomitees der Kommunistischen Partei, aus der er 1964 wegen ideologischer Differenzen ausgeschlossen wurde.
Nakano veröffentlichte mehrere Romane, darunter Nami no aima (Zwischen den Wogen, 1930), Muragimo (In den Tiefen des Herzens, 1954) und Kō otsu hei tei (1965–69), sowie eine Gedichtsammlung. 1955 wurde er für Muragimo mit dem Mainichi-Kulturpreis ausgezeichnet; 1959 erhielt er für Nashi no hana den Yomiuri-Literaturpreis.